# Feliks Grzyl
Feliks Grzyl (ur. 24 kwietnia 1898 w Ludwikowie) – polski wojskowy, saper, kawaler Orderu Virtuti Militari.

## Życiorys
Był synem leśniczego Franciszka oraz Magdaleny z domu Bohsów lub Busse (był jednym z dwunastu dzieci). Ukończył szkołę powszechną i praktykował u mistrza kołodziejskiego. W wieku 18 lat został zmobilizowany do armii pruskiej (28. pułk saperów w Poznaniu). Od 1917 przeniesiono go do Koblencji (8. pułk saperów). Walczył na froncie zachodnim i południowym. 17 grudnia 1918 został zdemobilizowany. W styczniu 1919 na ochotnika wstąpił do 1. kompanii I batalionu Saperów Wielkopolskich. Walczył na powstańczym froncie północnym. 17 lub 18 lutego 1919 w trakcie bitwy pod Rynarzewem został ranny z armatki rewolwerowej. 
Walczył w wojnie polsko-bolszewickiej, gdzie odznaczył się bohaterstwem podczas budowy kładki przez rzekę Kołomię (Kolonię) w Chrynkach pod ogniem wroga. Za czyn ten odznaczono go Orderem Virtuti Militari V klasy. W 1921 został zwolniony do cywila. Pracował jako cieśla w Rogoźnie. W 1922, z uwagi na brak pracy, wyjechał do Francji, gdzie zatrudnił się w przedsiębiorstwie Schvertzler w Metzu. Jego dalsze losy nie są znane, poza tym, że miał trójkę dzieci. 

## Odznaczenia
Otrzymał m.in.:
- Krzyż Srebrny Orderu Wojskowego Virtuti Militari (nr 4749),
- Krzyż Walecznych[1].